# NGC 4082
NGC 4082 је лентикуларна галаксија у сазвежђу Девица која се налази на NGC листи објеката дубоког неба.
Деклинација објекта је + 10° 40' 15" а ректасцензија 12h 5m 11,4s. Привидна величина (магнитуда) објекта NGC 4082 износи 14,8 а фотографска магнитуда 15,8. NGC 4082 је још познат и под ознакама MCG 2-31-26, CGCG 69-46, PGC 38274.